# Habitatge al carrer Tras lo Mur, 26 (Manlleu)
L'Habitatge al carrer Tras lo Mur, 26 és un edifici de Manlleu (Osona) inclòs a l'Inventari del Patrimoni Arquitectònic de Catalunya.

## Descripció
Es tracta d'un edifici de planta baixa i dues plantes pis. La planta baixa disposa d'un portal central amb arc de mig punt amb dovelles de pedra i un portal a cada banda que semblen de recent obertura. Al primer pis hi ha una finestra central i una balconada a cada banda, totes amb emmarcaments de pedra i llinda plana. Al segon pis s'hi obre una porxada amb quatre arcs rebaixats.